# عصية متمسكة متغايرة الألوان
عصية متمسكة متغايرة الألوان (الاسم العلمي: Tenacibaculum discolor) هي نوع من البكتيريا، سلبية الغرام، تتبع جنس عصية متمسكة.